# Cirsium mcvaughii
Cirsium mcvaughii là một loài thực vật có hoa trong họ Cúc. Loài này được B.L.Turner mô tả khoa học đầu tiên.